# NGC 4356
NGC 4356 је спирална галаксија у сазвежђу Девица која се налази на NGC листи објеката дубоког неба.
Деклинација објекта је + 8° 32' 13" а ректасцензија 12h 24m 14,6s. Привидна величина (магнитуда) објекта NGC 4356 износи 13,3 а фотографска магнитуда 14,0. NGC 4356 је још познат и под ознакама IC 3273, UGC 7482, MCG 2-32-26, CGCG 70-48, VCC 713, FGC 1427, IRAS 12217+0848, PGC 40342.